# Sistema de Tránsito de la Fuerte República
El Sistema de Tránsito Fuerte República (STFR; inglés: Strong Republic Transit System, SRTS) es un proyecto diseñado para integrar la infraestructura del ferrocarril ya presente en Gran Manila. Se propone proveer un «reliable, seamless, and integrated mass-transit system that would be at par with international standards» a través de la unificación de la infraestructura ferrocarril que ya existe bajo un solo sistema de transporte y una estructura de tarifa.
El Sistema de Trenes Ligeros de Manila (LRT), el Sistema Ferrocarriles Metropolitanos de Manila (MRT) y las líneas Northrail y Southrail de los Ferrocarriles Nacionales Filipinos (PNR) son incluidos en el proyecto STFR.
El proyecto se lanzó por la presidenta Gloria Macapagal-Arroyo el 14 de junio de 2003.

## Nombres de las líneas
Distinto del LRT, el MRT y las PNR de hoy, cuyos sistemas distintos tienen nombres diferentes para sus líneas, el STFR unificaría los sistemas, cambiaría el nombre a las líneas actuales y las clasificaría por color, por uniformidad y facilidad de recordar. Los siguientes nombres han sido adoptados:
| Nombre actual de la línea | Nuevo nombre de la línea |
| ------------------------- | ------------------------ |
| Línea 1 del LRT (LRT-1)   | Línea Amarilla           |
| Línea 2 del MRT (MRT-2)   | Línea Púrpura            |
| Línea 3 del MRT (MRT-3)   | Línea Azul               |
| PNR Northrail             | Línea Verde              |
| PNR Southrail             | Línea Anaranjada         |

Aunque todavía no incluido bajo el proyecto STFR en su forma actual, algunos han sugerido que el propuesto MRT-4, lo que atravesar de Manila hasta Ciudad Quezon, se nombrará como la Red Line.
Actualmente, solamente los sistemas LRT y MRT han adoptado el esquema de clasificación por color.

## Enlaces
El proyecto STFR también provee «enlaces», estaciones de intercambio donde que los pasajeros puedan fácilmente transferirse de una línea a otra. Los siguientes enlaces han sido adoptados, con los enlaces que ya existen en cursiva:
| Enlace                  | Líneas y estaciones | Líneas y estaciones  | Líneas y estaciones | Líneas y estaciones  |
| ----------------------- | ------------------- | -------------------- | ------------------- | -------------------- |
| Enlace de Pasay         | Línea Amarilla      | EDSA                 | Línea Azul          | Avenida Taft         |
| Enlace de Cubao         | Línea Púrpura       | Araneta Center-Cubao | Línea Azul          | Araneta Center-Cubao |
| Enlace de Recto         | Línea Amarilla      | Doroteo José         | Línea Púrpura       | Recto                |
| Enlace de Santa Mesa    | Línea Púrpura       | V. Mapa              | Línea Anaranjada    | Santa Mesa           |
| Enlace de Magallanes    | Línea Azul          | Magallanes           | Línea Anaranjada    | Magallanes           |
| Enlace de Blumentritt   | Línea Amarilla      | Blumentritt          | Línea Anaranjada    | Blumentritt          |
| Enlace de Avenida Norte | Línea Amarilla      | Avenida Norte        | Línea Azul          | Avenida Norte        |

## Integración de las tarifas
El proyecto también intenta unificar los sistemas de las tarifas de todas las redes a través del uso de tarjetas inteligentes sin contacto, similar a la tarjeta Octopus en Hong Kong y la tarjeta EZ-Link en Singapur.
Actualmente, la unificación de las tarifas entre las Líneas Amarillas, Púrpuras y Azules han sido realizado a través del «Flash Pass», un billete especial que consiste en una tarjeta y cupón, pero la unificación con la PNR todavía no ha sido realizado por ahora. Las tarjetas inteligentes sin contacto estaban propuestos y casi implementados en las Líneas Amarillas, Púrpuras y Azules, pero últimamente se soltó.